# ریزموش گیلبرت
ریزموش گیلبرت (نام علمی: Sminthopsis gilberti) نام یک گونه از سرده ریزموش‌ها است.